# Cyclophora (бабочки)

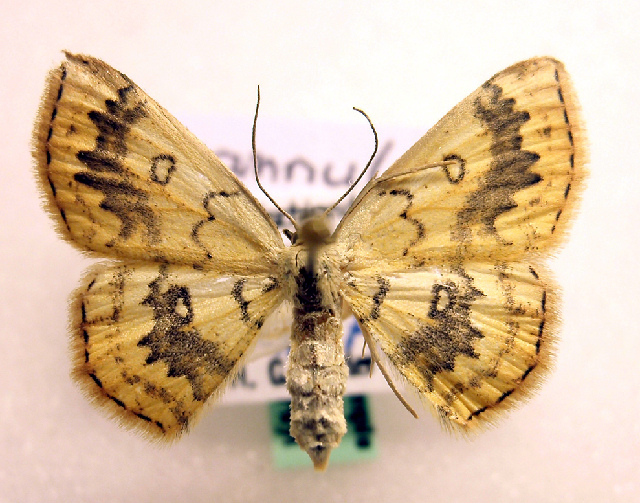
Cyclophora annularia

Cyclophora (лат.) — род бабочек из подсемейства мелкокрылых пядениц Sterrhinae (триба Cosymbiini, семейство Geometridae).
Род был выделен в 1822 году немецким энтомологом Якобом Хюбнером (Jacob Hübner; 1761—1826). Распространены всесветно (более 60 видов). На задних голенях самок 2 пары шпор, а у самцов — одна пара. Усики самцов гребенчатые. Куколки имеют поясок вокруг третьего сегмента брюшка (окукливаются на верхней стороне листьев).

## Некоторые виды
В фауне Европы представлены два подрода: Codonia (5 видов) и Cosymbia (более 10 видов).
- Cyclophora albiocellaria (Hübner, 1789) — Пяденица кольчатая жёлтая
- Cyclophora albipunctata — Birch Mocha (Hufnagel, 1767)
- Cyclophora angeronaria (Warren, 1895)
- Cyclophora annularia (Fabricius, 1775) [3] — Пяденица кольчатая кленовая
- Cyclophora annulata — The Mocha (Schulze, 1775)
- Cyclophora ariadne Reisser, 1939
- Cyclophora azorensis (Prout, 1920)
- Cyclophora benjamini (Prout, 1936)
- Cyclophora culicaria (Guenée, 1857)
- Cyclophora dataria (Hulst, 1887)
- Cyclophora effeminata (Prout, 1914)
- Cyclophora hypnoea (Prout, 1935)
- Cyclophora intermixtaria (Swinhoe, 1892)
- Cyclophora lichenea (Warren, 1900)
- Cyclophora linearia — Clay Triple-Lines (Hübner, 1799) — Пяденица кольчатая полосатая
- Cyclophora maderensis (Bethune-Baker, 1891)
- Cyclophora myrtaria (Guenée, 1857)
- Cyclophora nanaria (Walker, 1861)
- Cyclophora packardi — Packard’s Wave (Prout, 1936)
- Cyclophora pendularia — Dingy Mocha (Clerck, 1759)
- Cyclophora pendulinaria — Sweetfern Geometer (Guenée, 1857)
- Cyclophora porata — False Mocha (Linnaeus, 1767) — Пяденица кольчатая буро-жёлтая
- Cyclophora punctaria — Maiden’s Blush (Linnaeus, 1758) — Пяденица кольчатая точечная
- Cyclophora puppillaria (Hübner, 1799)
- Cyclophora quercimontaria (Bastelberger, 1897) — Пяденица кольчатая дубовая
- Cyclophora ruficiliaria — Jersey Mocha (Herrich-Schäffer, 1855)
- Cyclophora serveti Redondo & Gastón, 1999
- Cyclophora subpallida (Warren, 1900)
- Cyclophora suppunctaria (Zeller, 1847)
- Cyclophora symptathica (Alphéraky, 1892)
- Cyclophora urcearia (Guenée, 1857)
- Cyclophora taiwana (Wileman, 1911)